# DnaQ
Em biologia, a dnaQ polimeriza a sub-unidade epsilon da holoenzima DNA polimerase III.
A função da sub-unidade epsilon é a de remover bases de DNA incorporadas de maneira incorrecta.